# Tim Hutten
Tim Hutten (Los Alamitos, 4 de junho de 1985) é um jogador de polo aquático estadunidense, medalhista olímpico.

## Carreira
Tim Hutten fez parte do elenco medalha de prata de Pequim 2008.